# Белов, Владимир Николаевич (химик)

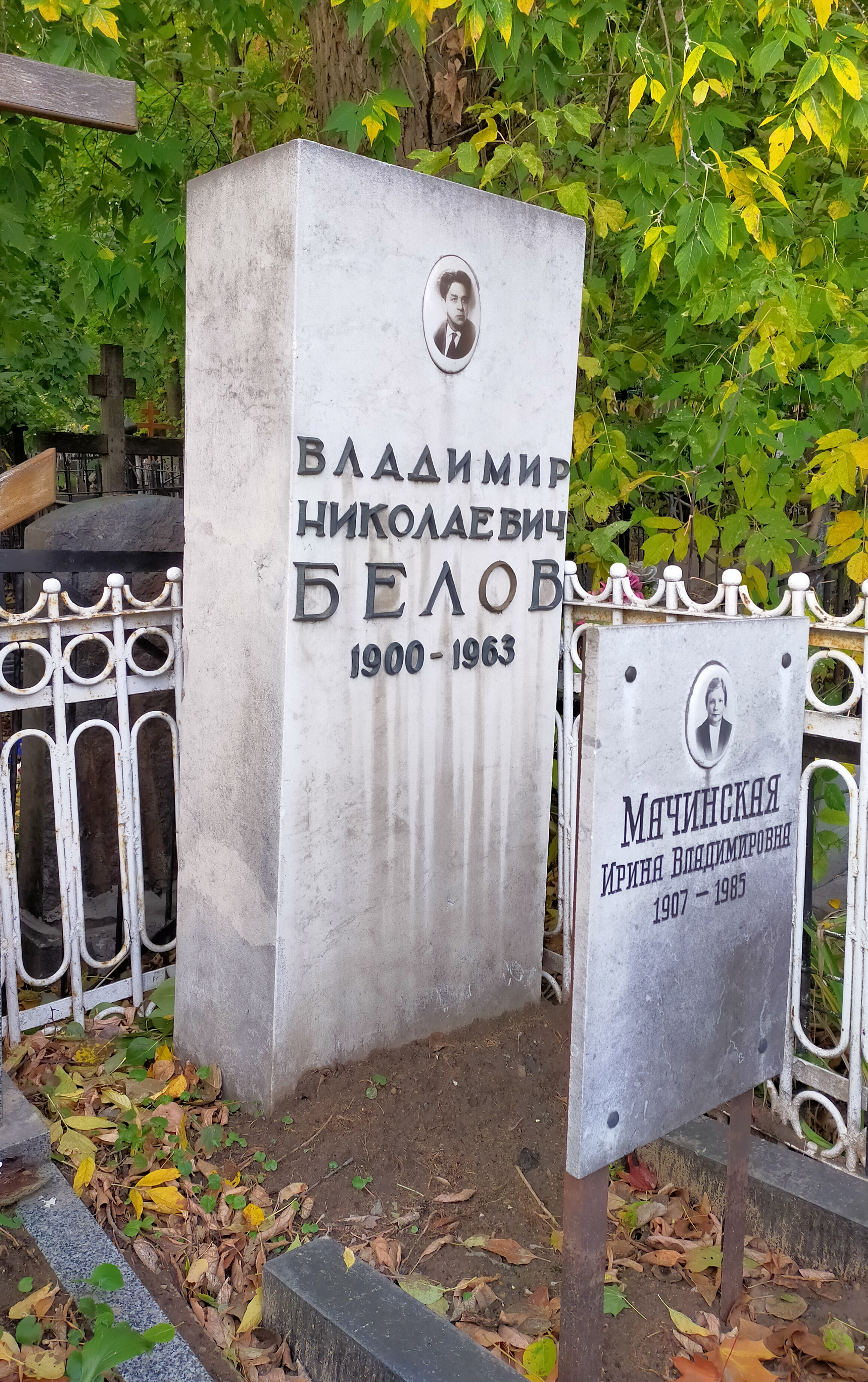
Могила В. Н. Белова, Введенское кладбище

Владимир Николаевич Белов (14 декабря 1900 года, Москва — 21 мая 1963 года, Москва) — советский химик-органик, доктор химических наук, лауреат Сталинской премии, Заслуженный деятель науки и техники РСФСР.

## Биография
Родился в семье бухгалтера. Окончил 7 классов Московского коммерческого училища. В 1918 году поступил добровольцем на Военно-санитарный поезд № 224; с 1921 года служил в 425-м пехотном полку на нестроевых должностях. Осенью 1922 года демобилизован.
Работал статистиком, учился в Московском промышленно-экономическом институте. После окончания химического факультета МВТУ имени Баумана (1930) получил направление на экспериментальный завод ТЭЖЭЭ[уточнить], где до этого проходил практику, на должность химика-исследователя.
С 1933 года в МХТИ на кафедре органической химии. Совместно с профессором П. П. Шорыгиным работал над технологией синтеза индола — сырья для промышленности душистых веществ. В 1935 году защитил кандидатскую, а в 1946 году — докторскую диссертацию, посвящённую химии алкилсульфатов.
В 1941—1944 годы — на фронтах Великой Отечественной войны (Северо-Западный, Волховский, Белорусский фронты). В 1944 году отозван из РККА для работы в НИИ-1 НКАП заведующим отделом одной из лабораторий.
С 1946 по 1955 год заместитель директора по научной работе ВНИИСНДВ. В этот период были разработаны технологии синтеза тибетолида, санталидола, мустерона, ирона и ряда других веществ. С 1955 года начальник синтетического отдела ВНИИСНДВ.
По совместительству преподавал в МХТИ: ассистент, доцент, с 1955 года — заведующий кафедрой органической химии.
Под его руководством в 1959 году была разработана программа по органической химии, которая с некоторыми изменениями была утверждена Министерством высшего образования для технических вузов.
Умер после тяжёлой и продолжительной болезни. Похоронен на Введенском кладбище в Москве.

## Награды
Сталинская премия 1949 года — за разработку и внедрение в производство новых методов синтеза душистых веществ.
Заслуженный деятель науки и техники РСФСР.
Награждён орденом Трудового Красного Знамени (1953), медалями: «За Победу над Германией в Великой Отечественной войне 1941—1945 гг.», «За доблестный труд в Великой Отечественной войне 1941—1945 гг.», «В память 800-летия Москвы».